# Агведаль
Агведа́ль — тип великого садово-паркового ансамблю в мавританському мистецтві, який створений за регулярним планом, з прямокутною сіткою алей, прокладених поміж фруктових садів та оливкових гаїв (іноді включає пальми та кипариси), з павільйонами, басейнами та фонтанами.
Головний архітектурно-плановий та функціональний компонент — велика штучна водойма-водосховище. Найвідоміші агведалі в Марокко:
- в Марракеші — XII століття, площа приблизно 600 га, ширина водойми 180 м
- в Мекнесі — кінець XVII-початок XVIII століття, водойма розмірами 400×100 м, глибина 4 м, облицьована керамічною плиткою.